# 阿說你

顯示阿說你（阿什維尼）所在位置的白羊座。

阿說你（Ashvini， (अश्विनी aśvinī，也稱為阿什維尼）是印度天文學二十七宿的第一宿（月站），範圍從天球赤經0°0'至 13°20'，對應於白羊座的婁宿一（白羊座β）、婁宿二（白羊座γ）、和婁宿三（白羊座α）。aśvinī這個名字出自古印度天文學家Varāhamihira（6世紀）。星群的舊名稱，見於Atharvaveda（AVS 19.7；in the dual），和在Panini (4.3.36)是aśvayúj，駕馭馬。